# 예배

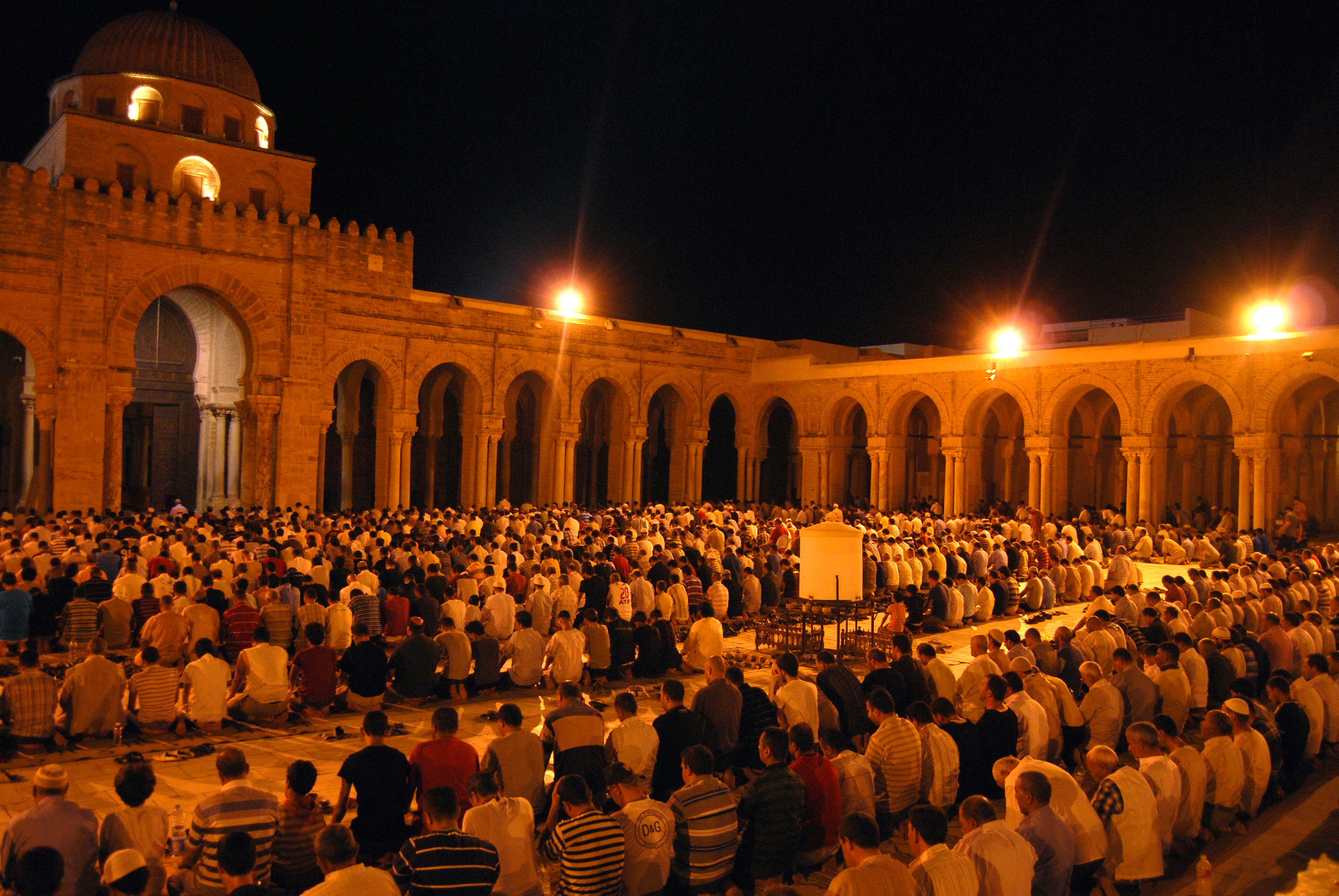

예배(禮拜, 문화어: 례배)는 문자적으로는 ‘예를 갖추어 절한다’ 라는 뜻으로, 종교에서 신앙의 대상에게 존경과 숭앙하는 마음을 표현하는 것을 말한다. 각 종교마다 예배의 구체적 의미와 형식은 차이를 보일 수 있다.

## 기독교

### 예배
기독교에서는 예배(Worship) 또는 경배를 "하나님께 우리의 마음과 정신을 집중하고 다른 것을 구하지 않고 오직 하나님의 임재를 느끼는 것"이라고 하고 있다.

### 전례적 예배
전례적 예배는 일정한 예배양식 즉, 전례 또는 예전(Liturgy)에 따라 집전되는 기독교예배를 말하는데, 고대교회로부터 이어온 교회 전통이다. 그 실례로 고대교회에서는 성서독서(개신교에서는 봉독이라고 함, 구약성경, 사도들이 쓴 것으로 알려진 신약성서의 서신들, 복음서), 설교, 성만찬으로 이루어진 양식에 따라 예전적 예배를 집전하였으며,특히 성만찬은 마르코 복음서 14:22-25와 코린토인들에게 보낸 첫째 편지 11:23-25에 예수의 성만찬 제정문이 언급되고 있고, 교부시대문헌중에 예수의 몸과 피인 제병(빵)과 포도주에 성령이 임재하기를 기도한 성령청원기도문(에피클레시스)이 있는 것으로 보아, 고대교회에서는 성만찬을 예수가 제정하고, 성령이 함께 하는 성사로 이해한 것으로 보인다.
한국교회에서는 천주교회, 성공회, 루터회, 감리회, 정교회에서 예전적 예배를 드리고 있다.

### 로마 가톨릭교회의 미사
로마 가톨릭교회의 공식전례는 크게 미사 전례와 시간전례(공식 명칭은 성무일도이며 시간경이라고 불린다)로 나뉜다. 주일과 축일, 대축일의 미사 전례의 참여는 모든 신자들의 의무이며, 시간전례(성무일도)는 성직자, 수도자에게는 의무이며 평신도에게는 권장된다. 공식전례에서의 전례순서, 기도문은 교회전례력(교회력)의 주기에 따라 정해진다. 미사의 전례순서는 크게 말씀 전례와 성찬전례로 구분된다.

### 성공회의 감사성찬례
성공회에서는 일정한 예배양식에 따른 예배 즉, 예전적 예배를 감사성찬례(2004년 개정판 성공회 기도서) 또는 미사(1965년판 공동기도문)라고 한다. 성공회 감사성찬례 양식은 입당예식, 말씀 전례, 성찬전례, 파송예식 순서로 구분되며, 말씀 전례 때마다 성서정과(RCL, 교회력에 맞추어 배열한 성서읽기표)에 나오는 성서말씀을 제1독서(구약성서), 제2독서(서신서), 시편, 복음서로 나누어서 읽는다. 성공회의 감사성찬례는 교회의 질서 유지를 위해 사제와 주교가 집전할 수 있으며, 평신도는 교구로부터 설교면허를 받은 신자의 설교, 주교의 인가를 받은 신자의 보혈조력, 사제의 지명을 받은 신자의 성서독서로 참여할 수 있다.

### 정교회의 성찬예배
정교회는 예전적 예배를 성찬예배라고 한다. 정교회성찬예배의 절차는 봉헌의식(준비의식)과 말씀의 전례(예비자전례)와 성찬전례(신자전례)로 나뉜다. 봉헌의식은 하느님께 감사의 뜻으로 예물을 봉헌하는 전례이며, 말씀의 전례는 사제가 성서를 읽음으로 교인들에게 하느님의 말씀을 전하는 복음서 봉독(奉讀)과 사제가 하느님의 말씀을 가르치는 설교로 구분된다. 이는 평신도전례봉사자가 말씀의 전례때 성서를 읽는 성공회나 천주교회 등의 서방교회와 다른 점이다. 성찬전례는 성체성혈성사라고 하는데, 성공회와 천주교회의 성찬례처럼 주님의 성체(聖體)와 성혈(聖血)을 모시는 성사이며, 세례성사로 정식신자가 된 교인만이 성찬의 전례에 참여할 수 있다. 이는 서방교회도 마찬가지이다.

### 개신교회
개신교의 예배는 기독교인으로서 하나님을 경배하고 찬양하는 매우 중요한 의식 중 하나이다. 정기적으로 혹은 비정기적으로 행해지며, 가정 예배 또는 기도 모임과 같은 특별한 경우가 아니라면 보통 목사나 전도사와 같은 성직자들의 인도 아래 교회에서 시행된다.

## 이슬람교
하루의 다섯 번 메카를 향해 절을 한다.

## 같이 보기
- 성공회의 전례
- 천주교회의 전례
- 개신교의 예배